# Quốc lộ 15
De Quốc lộ 15 (nationale weg 15) is een weg in Vietnam.  De weg begint bij Tòng Đậu bij de kruising met de Quốc lộ 6 in de provincie Hòa Bình en eindigt in de provincie Quảng Trị. Hier sluit de weg aan op de Quốc lộ 9A. De weg gaat verder nog door de provincies Thanh Hóa, Nghệ An, Hà Tĩnh en Quảng Bình.
De lengte van de weg bedraagt ongeveer 706 kilometer en gaat door bergen en passen. De weg is voor het grootste gedeelte onverhard aangelegd. Het zuidelijke gedeelte volgt voor een groot deel de Ho Chi Minh-weg. Dit gedeelte van de weg staat dan ook op de nominatie om verbeterd te worden. De weg kent in totaal 107 bruggen, waarbij een viaduct ook wordt meegerekend.
QL1 · QL1B · QL1K · QL2 · QL3 · QL4 · QL5 · QL6 · QL7A · QL7B · QL8A · QL8B · QL9A · QL9B · QL12 · QL12A · QL14 · QL14B · QL14C · QL14D · QL14E · QL15 · QL15 (Biên Hoà) · QL18 · QL20 · QL51 · QL55 · QL56